# Gilgamesh
Gilgamesh (jap. ギルガメッシュ, Girugamesshu) ist ein Manga des Zeichners Shōtarō Ishinomori. 2003 folgte eine Group TAC produzierte Umsetzung als Anime-Serie. Das Werk ist in die Genres Drama und Science Fiction einzuordnen.

## Handlung
Das Grab des legendären sumerischen Königs Gilgamesch wird entdeckt. Da sich laut einer Legende übernatürliche Kräfte darin verbergen sollen, wird ein Forschungslabor über der Grabstätte errichtet. Das Projekt hat den Namen Heavens Gate. Nach einiger Zeit aber merken die Wissenschaftler, dass ihre Entdeckungen eine große Gefahr für die Menschheit darstellen könnten und beschließen, ihre Forschungen einzustellen. Doch der Wissenschaftler Terumichi Madoka verübt einen Terroranschlag auf das Projekt, der als XX (sprich: Twin-X) in die Geschichte eingeht. Durch diesen entsteht ein unheilvoller Nebel im Labor, der sogenannte Sheltering Sky, der sich bald über die gesamte Erdkugel ausbreitet und wie ein riesiger Spiegel die Welt unter ihm spiegelt. Außerdem beeinflusst der Nebel das Erdmagnetfeld, was zu Abstürzen zahlreicher Computersysteme und zum Zusammenbruch der elektronischen Kommunikation führt. Die Folgen sind zahlreiche Hungersnöte und Kriege, die einen Großteil der Menschheit auslöschen.
15 Jahre später versuchen die 17-jährige Kiyoko und der 14-jährige Tatsuya, die beiden Kinder des Wissenschaftlers Madoka, in dieser schwierigen Situation zu überleben. Da ihr Vater ein gesuchter Verbrecher und ihre verstorbene Mutter hoch verschuldet ist, sind sie pausenlos auf der Flucht vor skrupellosen Geldeintreibern. Als sie in einem verlassenen Gebäude Unterschlupf suchen, treffen sie eine Gruppe schwarz gekleideter Männer, welche ihre Verfolger in die Flucht schlagen. Die Männer stellen sich als Gilgamesh vor und arbeiten angeblich für den Vater der beiden, der sich jetzt Enkidu nennt. Doch plötzlich taucht eine Bande Jugendlicher auf, die die Retter von Kiyoko und Tatsuya in einen blutigen Kampf verwickeln. Vor den Augen der beiden verwandeln sich die Gilgamesh daraufhin in bizarre Monster, woraufhin sie in Ohnmacht fallen. Als sie wieder zu sich kommen, befinden sie sich in der Gewalt der Jugendlichen und deren Anführerin, der Gräfin von Werdenberg, die sich selbst ORGA nennen und mit den Gilgamesh im Krieg stehen. Kiyoko und Tatsuya befinden sich nun im Mittelpunkt eines erbitterten Krieges, in dem sie der Schlüssel sind, der zur Rettung oder zur Vernichtung der Erde führen könnte.

## Manga
Der Manga wurde von Shōtarō Ishinomori gezeichnet und umfasst sechs Bände, die in Japan im Zeitraum von 1976 bis 1978 erschienen.

## Anime
2003 produzierten die Studios Group TAC und Japan Vistec eine 26-teilige Anime-Fernsehserie zum Manga. Regie führte Masahiko Murata. Die Serie wurde vom 2. Oktober 2003 bis zum 18. März 2004 von den Sendern Kansai TV und TV Shinhiroshima in Japan ausgestrahlt.
Der Anime wurde auf Englisch, Französisch und Polnisch im Fernsehen ausgestrahlt. Außerdem existieren Übersetzungen ins Russische und Niederländische. Von Februar 2006 bis Februar 2007 erschien die Serie in Deutschland bei ADV Films auf DVD.

### Synchronisation
| Rolle             | Japanischer Sprecher (Seiyū) | Deutscher Sprecher |
| ----------------- | ---------------------------- | ------------------ |
| Kiyoko Madoka     | Chie Nakamura                | Ann Vielhaben      |
| Tatsuya Madoka    | Daisuke Namikawa             | Ricardo Richter    |
| Gräfin Werdenberg | Mitsuki Saiga                | Denise Gorzelanny  |
| Novem             | Shigeru Shibuya              | Michael Deffert    |
| Isamu Fujisaki    | Kentarou Itō                 | Tobias Müller      |

### Musik
Die Musik der Serie komponierte Kaoru Wada. Der Vorspanntitel ist Crazy 4U von Kumi Koda und für den Abspann verwendete man das Lied Wasuremono no Mori von Yuko Ando.

## Rezeption
Die Fachzeitschrift AnimaniA schreibt von einer „mysteriösen Sci-fi-Utopie“ mit düsterer Bildsprache. Die einfallsreiche Handlung werde jedoch abrupt beendet und lasse so Fragen offen. Die Bilder geben in kräftigen Farben und in einem von Gothic-Horror beeinflussten Stil das Geschehen wieder, jedoch enttäusche die schlechte Qualität der Animation. Der Ton sei in der japanischen wie der deutschen Fassung gut.
Die MangasZene äußerte sich insofern, als der Anime nur sehr langsam beginne und dem Zuschauer so erst nach und nach über die Geschehnisse aufkläre, was ihn lange im Ungewissen lasse. Die Charaktere sollen recht blass wirken und kaum einen Wiedererkennungswert besitzen, während die Farben „rot, schwarz und weiß“ vorherrschen. Diese sollen jedoch im Zusammenspiel mit der „wunderbaren, orchestralen“ Musik von Kaoru Wada zur Stimmung beitragen. Als Fazit bleibe trotz des gewöhnungsbedürftigen Charakterdesigns von Saki Okuse eine schwer durchschaubare Geschichte über.